# Skateboardista (socha)
Skateboardista je socha umístěná v parku Folimanka u skateparku vzniklého roku 2022. Původně stála ve východní části parku na odpočívadle schodiště nad sportovní halou. Jedná o první sochu skateboardisty na světě.

## Historie
Sochu skateboardisty vytvořil pro Folimanku sochař Jaroslav Hladký roku 1982. Byla jednou z několika soch umístěných v parku při jeho vzniku po výstavbě Nuselského mostu. Inspirací pro sochaře byly fotografie ze zahraničního časopisu.
Sochu roku 2007 poškodil neznámý vandal, který jí urazil ruce. Byla proto odinstalována a uložena v depozitáři Prahy 2 spolu s dalšími sochami z takzvané Velké kaskády.
Roku 2019 vznikla iniciativa se záměrem opravy sochy a jejího využití k propagaci skateboardingového sportu. Na Letních olympijských hrách v Tokiu roku 2020 měl být skateboarding poprvé zařazen jako olympijská disciplína a tato socha měla být do Tokia přivezena českou výpravou. Městská část Prahy 2 za tímto účelem zapůjčila torzo České skateboardingové asociaci a ta oslovila Jaroslava Hladkého, zda by bylo možné sochu opravit. Sochař se rozhodl její ruce vymodelovat znovu a stejně jako původní plastiku je odlít ve slévačské dílně v Lysolajích.
Návrat sochy do parku se předpokládal po uskutečnění LOH odložených na rok 2021 z důvodu koronavirové pandemie. V parku Folimanky byly roku 2020 zahájeny projekční práce na vytvoření volnočasového areálu, jejichž součástí je i určení vhodného místa pro novou instalaci sochy.
Na místo se socha vrátila v srpnu 2022.

### Reference

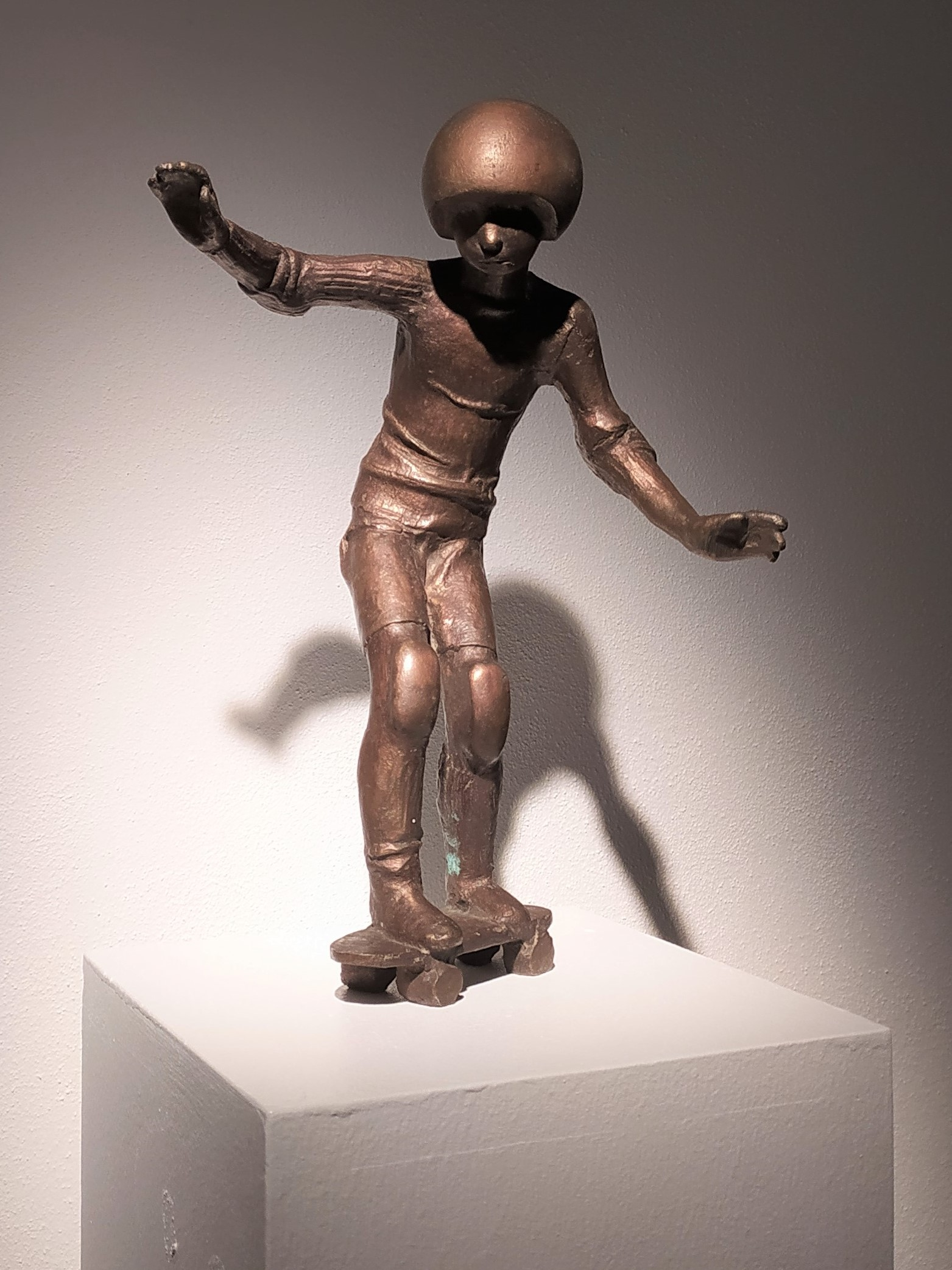
Jaroslav Hladký, Skateboard (model), cca 1982, sbírka Alšovy jihočeské galerie v Hluboké nad Vltavou